# Kamienica Pod Osłem w Krakowie
Kamienica Pod Osłem (znana także jako Kamienica Faber est suae quisque fortunae) – zabytkowa kamienica znajdująca się w Krakowie, w dzielnicy I przy ulicy Retoryka 9, na Nowym Świecie. 
Jej projektantem był Teodor Talowski, uważany za jednego z najwybitniejszych i najoryginalniejszych polskich architektów XIX wieku.

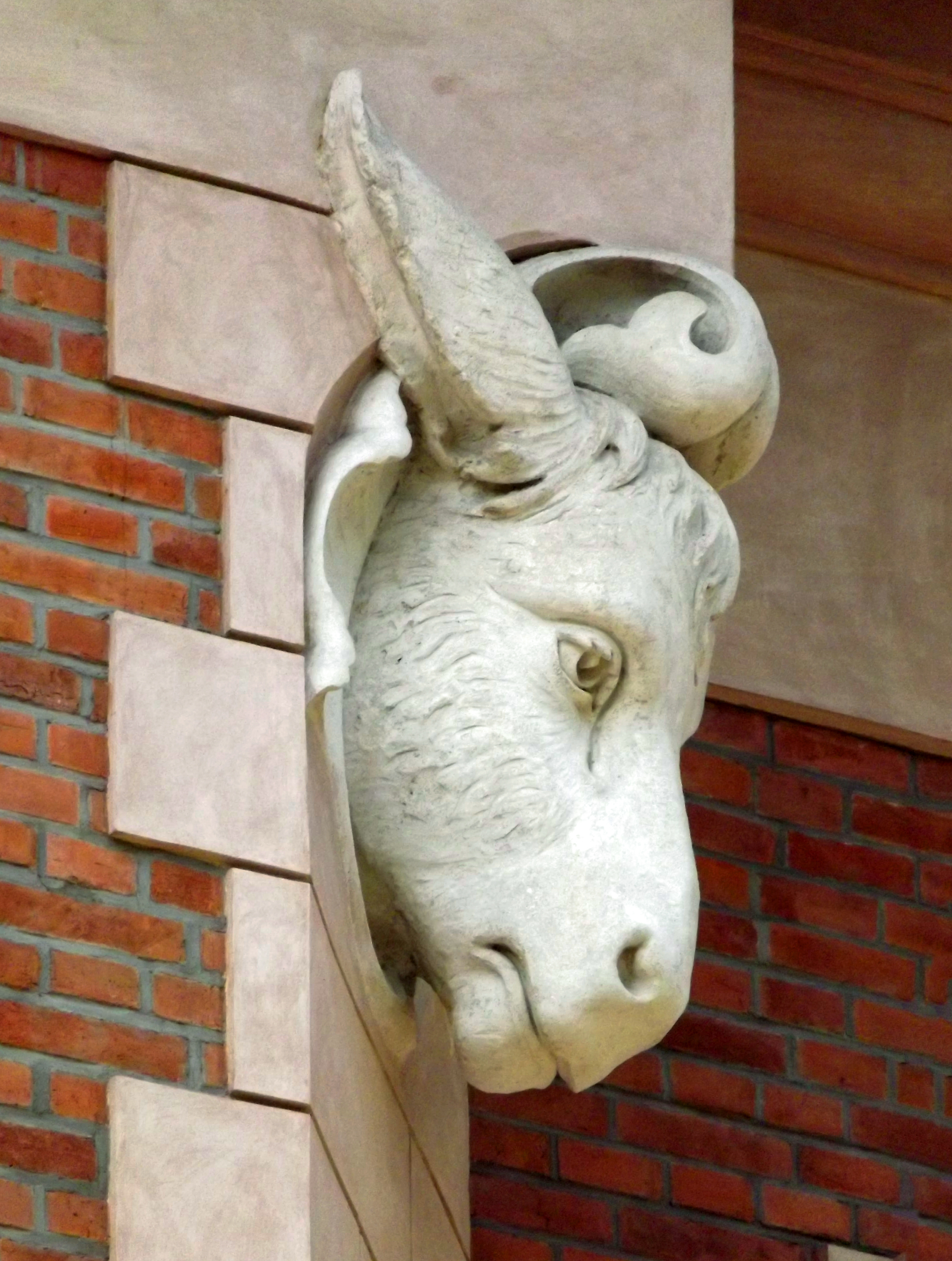
Rzeźba głowy osła

Kamienica została wzniesiona w 1891 jako dom własny Talowskiego. Wybudowana została z charakterystycznej dla architekta ciemnej cegły. Budynek posiada asymetryczną fasadę, podzieloną na cztery osie i urozmaiconą loggiami, narożnym wykuszem, wspartym na filarze oraz detalami wzorowanymi głównie na architekturze manieryzmu, jednak zestawionymi w swobodny sposób znamionujący odejście od ścisłego historyzmu. Nad wykuszem znajduje się rzeźba przedstawiająca głowę osła, od której kamienica wzięła nazwę.
9 maja 1968 kamienica została wpisana do rejestru zabytków. Znajduje się także w gminnej ewidencji zabytków.
Dom ten należy do największego zespołu budynków autorstwa Teodora Talowskiego, do którego należą także: kamienica Pod Śpiewającą Żabą, kamienica nr 3, kamienica nr 5 oraz kamienica Festina Lente, wszystkie położone przy ulicy Retoryka.